# Franciscus Henricus Josephus Smits
Franciscus Henricus Josephus Smits (Eindhoven, 28 juni 1835 − Bemmel, 25 februari 1916) was een Nederlands burgemeester.

## Biografie
Smits was een telg uit het geslacht Smits en een zoon van wethouder Josephus Smits van Oyen (1786-1845) en Aldegondis Margaretha Bruynen (1795-1865). Zijn broer Johannes Theodorus Smits van Oyen (1823-1898) was burgemeester en Eerste Kamerlid. Hij trouwde in 1864 met Eugenia Florentina Maria Ingen Housz (1843-1918) met wie hij een zoon kreeg. Smits was landeconoom die in de loop der decennia land verpachtte maar ook percelen verkocht. In januari 1868 werd hij benoemd tot burgemeester van Stratum; per 1 mei 1876 kreeg hij, op verzoek, ontslag uit dat ambt.
F.H.J. Smits overleed in 1916 op 80-jarige leeftijd.